# Пустоголовые
«Пустоголовые» (англ. Airheads) — художественный фильм 1994 года режиссёра Майкла Леманна, снятый в жанре музыкальной комедии.

## Сюжет
Трое друзей, увлечённых рок-н-роллом, мечтают об успехе на музыкальном поприще. Музыканты группы «Одинокие рейнджеры»: Чез, и братья Рекс и Пип решают захватить радиостанцию, вооружаясь при этом игрушечными автоматами, которые Рекс украл в продуктовом магазине, в котором он подрабатывал. Причём данная модель игрушек была снята с производства из-за реального сходства с настоящим оружием. Единственное, чего они хотят, это показать свою запись, но ситуация быстро выходит из-под контроля. Переговоры с ними ведутся в прямом эфире. К зданию начинают стягиваться силы полиции и поклонники рок-н-ролла. О таком внимании публики ребята могли только мечтать. Внезапную популярность они используют как рекламу.

## В ролях
- Брендан Фрэйзер — Чез
- Стив Бушеми — Рекс
- Адам Сэндлер — Пип
- Крис Фарли — полицейский
- Майкл Маккин — Майло Джексон
- Джадд Нельсон — Джимми Винг
- Эрни Хадсон — сержант Омолли
- Эми Локейн — Кайла
- Нина Семашко — Сьюзи
- Маршалл Бэлл — Карл Мейс
- Рэг Е. Катэй — Маркус
- Дэвид Аркетт — Картер
- Майкл Ричардс — Дуг Бич
- Джо Мантенья — Ян (радиоведущий)
- Мишель Хёрст — Ивон
- Роб Зомби — Роб Зомби (камео)
- Лемми Килмистер — рокер, который «в школе делал стенгазету» (эпизод)
- Гарольд Рамис — Крис Мур